# أوملوب فان هيت هاجيلاند للسيدات 2022
أوملوب فان هيت هاجيلاند للسيدات 2022 (بالفرنسية: Circuit Het Nieuwsblad féminin 2022)‏ هو سباق دراجات هوائية، وهو الموسم رقم 17 من طواف نيوشبلاد للسيدات، وأقيم في 26 فبراير 2022، وامتدّ لمسافة 128.4 كيلومتر، وضمن سباقات سباق الدراجات على الطريق للسيدات 2022، وشارك فيه 140 متسابقاً ووصل إلى نهايته 118 متسابقاً.
فاز بالمركز الأول أنيميك فان فليوتن، وبالمركز الثاني ديمي فوليرينغ، وبالمركز الثالث لورينا ويبيس.

## الفرق
| فرق سيدات عالمية (12)- Liv AlUla Jayco ‏ - كانيون–إس آر إيه إم ريسينغ 2022 ‏ - EF Education–Tibco–SVB ‏ - FDJ–Suez ‏ - جامبو فيسما للسيدات 2022 ‏ - ليف ريسينغ 2022 ‏ - موفيستار للسيدات 2022 ‏ - فريق سنويب للسيدات 2022 ‏ - إس دي وركس 2022 ‏ - Lidl–Trek (women's team) ‏ - يو أي أيه تيم 2022 ‏ - فريق أونو إكس برو للدراجات للسيدات 2022 ‏ فرق دراجات قارية سيدات (12)- اركيا للسيدات 2022 ‏ - بنجوال شوفالمير-فان إيك سبورت 2022 ‏ - Ceratizit Pro Cycling ‏ - Cofidis Women Team ‏ - لي كول واهو 2022 ‏ - لوتو سودال للسيدات 2022 ‏ - مولتوم أكونتانتس 2022 ‏ - إن إكس تي جي ريسينغ 2022 ‏ - باركهوتل فالكنبورغ 2022 ‏ - كوب هايتك بوردكتس 2022 ‏ - روبل كليننينج 2022 ‏ - فالكار ترافل سيرفس 2022 ‏ |  |
| |  |

## المشاركون
| إس دي وركس ‏ SDW | إس دي وركس ‏ SDW             | إس دي وركس ‏ SDW |
| --------------- | --------------------------- | --------------- |
| م               | عداء                        | مرتبة           |
| 1               | لوت كوبيكي (طريق)           | 27              |
| 2               | Chantal van den Broek-Blaak | 38              |
| 3               | إيلينا سيتشيني              | 42              |
| 4               | Lonneke Uneken ‏             | 115             |
| 5               | مارلين رويسر (طريق)         | 36              |
| 6               | ديمي فوليرينغ               | 2               |

| Lidl–Trek (women's team) ‏ TFS | Lidl–Trek (women's team) ‏ TFS | Lidl–Trek (women's team) ‏ TFS |
| ----------------------------- | ----------------------------- | ----------------------------- |
| م                             | عداء                          | مرتبة                         |
| 11                            | إليسا بالسامو (طريق)          | 4                             |
| 12                            | Audrey Cordon-Ragot           | 65                            |
| 13                            | كلو هوسكينغ                   | 56                            |
| 14                            | Elynor Bäckstedt ‏             | 108                           |
| 15                            | إليسا ونغو بورغيني (طريق)     | 43                            |
| 16                            | Ellen van Dijk (طريق)         | 17                            |

| لوتو بيليسول للسيدات ‏ LSL | لوتو بيليسول للسيدات ‏ LSL | لوتو بيليسول للسيدات ‏ LSL |
| ------------------------- | ------------------------- | ------------------------- |
| م                         | عداء                      | مرتبة                     |
| 21                        | Mijntje Geurts ‏           | 81                        |
| 22                        | Kylie Waterreus ‏          | 80                        |
| 23                        | Katrijn De Clercq ‏        | 48                        |
| 24                        | Mieke Docx ‏               | 82                        |
| 25                        | جوزي ونايت                | 78                        |
| 26                        | Abby-Mae Parkinson ‏       | 89                        |

| كانيون–إس آر إيه إم ‏ CSR | كانيون–إس آر إيه إم ‏ CSR | كانيون–إس آر إيه إم ‏ CSR |
| ------------------------ | ------------------------ | ------------------------ |
| م                        | عداء                     | مرتبة                    |
| 31                       | كاتارزينا نيفيادوما      | 41                       |
| 32                       | Shari Bossuyt ‏           | 28                       |
| 33                       | كلو ديجيرت               | 26                       |
| 34                       | ليزا كلاين               | 97                       |
| 35                       | Alice Barnes             | 33                       |
| 36                       | سارة روي                 | 104                      |

| EF Education–Tibco–SVB ‏ TIB | EF Education–Tibco–SVB ‏ TIB | EF Education–Tibco–SVB ‏ TIB |
| --------------------------- | --------------------------- | --------------------------- |
| م                           | عداء                        | مرتبة                       |
| 41                          | Magdeleine Vallieres ‏       | 35                          |
| 42                          | Letizia Borghesi ‏           | 21                          |
| 43                          | Emma Langley ‏               | لم يكمل السباق              |
| 44                          | Emily Newsom ‏               | 88                          |

| FDJ–Suez ‏ FSF | FDJ–Suez ‏ FSF      | FDJ–Suez ‏ FSF |
| ------------- | ------------------ | ------------- |
| م             | عداء               | مرتبة         |
| 51            | غريس براون         | 32            |
| 52            | Clara Copponi ‏     | 5             |
| 54            | أوجيني دوفال       | 55            |
| 55            | Vittoria Guazzini ‏ | 39            |
| 56            | Maëlle Grossetête ‏ | 67            |

| ليف ريسينغ ‏ LIV | ليف ريسينغ ‏ LIV      | ليف ريسينغ ‏ LIV |
| --------------- | -------------------- | --------------- |
| م               | عداء                 | مرتبة           |
| 61              | Sabrina Stultiens ‏   | 40              |
| 62              | Amber van der Hulst ‏ | 101             |
| 63              | Valerie Demey ‏       | 37              |
| 64              | Jeanne Korevaar ‏     | 23              |
| 65              | Marta Jaskulska ‏     | لم يكمل السباق  |
| 66              | Quinty Ton ‏          | 79              |

| موفيستار للسيدات ‏ MOV | موفيستار للسيدات ‏ MOV  | موفيستار للسيدات ‏ MOV |
| --------------------- | ---------------------- | --------------------- |
| م                     | عداء                   | مرتبة                 |
| 71                    | أنيميك فان فليوتن      | 1                     |
| 72                    | أليسيا غونزاليس بلانكو | 64                    |
| 73                    | باربرا جوارشي          | 95                    |
| 74                    | Emma Norsgaard         | 6                     |
| 75                    | سارا مارتين            | 94                    |
| 76                    | أود بيانيك             | 93                    |

| Liv AlUla Jayco ‏ BEX | Liv AlUla Jayco ‏ BEX | Liv AlUla Jayco ‏ BEX |
| -------------------- | -------------------- | -------------------- |
| م                    | عداء                 | مرتبة                |
| 81                   | نينا كيسلر           | 90                   |
| 82                   | Teniel Campbell ‏     | 77                   |
| 83                   | كريستين فولكنر       | 60                   |
| 84                   | جورجيا بيكر          | 25                   |
| 85                   | Ruby Roseman-Gannon ‏ | 12                   |
| 86                   | أني سانستيبان        | 66                   |

| اركيا للسيدات ‏ ARK | اركيا للسيدات ‏ ARK       | اركيا للسيدات ‏ ARK |
| ------------------ | ------------------------ | ------------------ |
| م                  | عداء                     | مرتبة              |
| 91                 | شارلوت بيكر              | لم يكمل السباق     |
| 92                 | بولين ألين               | 99                 |
| 93                 | Lucie Jounier ‏           | 49                 |
| 94                 | Typhaine Laurance ‏       | 96                 |
| 95                 | Marie-Morgane Le Deunff ‏ | 107                |
| 96                 | Greta Richioud ‏          | 112                |

| بنجوال شوفالمير ‏ BCV | بنجوال شوفالمير ‏ BCV | بنجوال شوفالمير ‏ BCV |
| -------------------- | -------------------- | -------------------- |
| م                    | عداء                 | مرتبة                |
| 101                  | Julie Hendrickx‏      | لم يكمل السباق       |
| 102                  | Minke Bakker‏         | لم يكمل السباق       |
| 103                  | Noa Jansen‏           | لم يكمل السباق       |
| 104                  | Danique Braam ‏       | 69                   |
| 105                  | Naomi de Roeck‏       | لم يكمل السباق       |
| 106                  | Claudia Jongerius‏    | 86                   |

| Ceratizit Pro Cycling ‏ WNT | Ceratizit Pro Cycling ‏ WNT    | Ceratizit Pro Cycling ‏ WNT |
| -------------------------- | ----------------------------- | -------------------------- |
| م                          | عداء                          | مرتبة                      |
| 111                        | ماريا جوليا كونفالونيري       | 8                          |
| 112                        | Marta Lach ‏                   | 83                         |
| 113                        | Lizbeth Salazar ‏ (طريق)       | لم يكمل السباق             |
| 114                        | Kathrin Schweinberger ‏ (طريق) | 114                        |
| 115                        | Lea Lin Teutenberg ‏           | 74                         |
| 116                        | Lara Vieceli ‏                 | 106                        |

| Cofidis Women Team ‏ COF | Cofidis Women Team ‏ COF  | Cofidis Women Team ‏ COF |
| ----------------------- | ------------------------ | ----------------------- |
| م                       | عداء                     | مرتبة                   |
| 121                     | Gabrielle Pilote Fortin ‏ | 72                      |
| 122                     | Victoire Berteau ‏        | 62                      |
| 123                     | Alana Castrique ‏         | لم يكمل السباق          |
| 124                     | فالنتاين فورتين          | 68                      |
| 126                     | Martina Alzini ‏          | 44                      |

| روبل كليننينج ‏ IBC | روبل كليننينج ‏ IBC       | روبل كليننينج ‏ IBC |
| ------------------ | ------------------------ | ------------------ |
| م                  | عداء                     | مرتبة              |
| 131                | Sara Van de Vel ‏         | 113                |
| 132                | Svenja Betz‏              | لم يكمل السباق     |
| 133                | Antonia Gröndahl ‏ (طريق) | لم يكمل السباق     |
| 134                | أليس شارب                | 87                 |
| 135                | Elizabeth Bennett‏        | لم يكمل السباق     |
| 136                | Fien van Eynde ‏          | لم يكمل السباق     |

| دروبز ‏ DRP | دروبز ‏ DRP               | دروبز ‏ DRP |
| ---------- | ------------------------ | ---------- |
| م          | عداء                     | مرتبة      |
| 141        | Jesse Vandenbulcke ‏      | 20         |
| 142        | April Tacey ‏             | 100        |
| 143        | Marjolein van 't Geloof ‏ | 71         |
| 144        | Maike van der Duin ‏      | 46         |
| 145        | إليزابيث هولدن           | 34         |
| 146        | Alice Towers ‏            | 61         |

| أوتوجلاس ويترين ‏ MUL | أوتوجلاس ويترين ‏ MUL | أوتوجلاس ويترين ‏ MUL |
| -------------------- | -------------------- | -------------------- |
| م                    | عداء                 | مرتبة                |
| 151                  | Fien Delbaere ‏       | لم يكمل السباق       |
| 152                  | Sara Maes‏            | لم يكمل السباق       |
| 153                  | Mareille Meijering ‏  | 19                   |
| 154                  | Megan Panton‏         | لم يكمل السباق       |
| 155                  | Céline van Houtum‏    | 109                  |
| 156                  | Bente van Teeseling ‏ | لم يكمل السباق       |

| إن إكس تي جي ريسينغ ‏ AGI | إن إكس تي جي ريسينغ ‏ AGI | إن إكس تي جي ريسينغ ‏ AGI |
| ------------------------ | ------------------------ | ------------------------ |
| م                        | عداء                     | مرتبة                    |
| 161                      | Lone Meertens ‏           | 98                       |
| 162                      | Julia Borgström ‏         | 14                       |
| 163                      | Gaia Masetti ‏            | 92                       |
| 164                      | Mylène de Zoete ‏         | 116                      |
| 165                      | Ilse Pluimers ‏           | 105                      |
| 166                      | Maud Rijnbeek ‏           | 73                       |

| فريق هولندا لركوب الدراجات للسيدات 2022 ‏ NED | فريق هولندا لركوب الدراجات للسيدات 2022 ‏ NED | فريق هولندا لركوب الدراجات للسيدات 2022 ‏ NED |
| -------------------------------------------- | -------------------------------------------- | -------------------------------------------- |
| م                                            | عداء                                         | مرتبة                                        |
| 171                                          | Pien Limpens ‏                                | لم يكمل السباق                               |
| 172                                          | Mischa Bredewold ‏                            | 31                                           |
| 173                                          | Femke Gerritse ‏                              | 54                                           |
| 174                                          | Leonie Bos ‏                                  | لم يكمل السباق                               |
| 175                                          | Rosalie Van der Wolf‏                         | 110                                          |
| 176                                          | NED                                          | 111                                          |

| تيم كوب هايتك بوردكتس ‏ HPU | تيم كوب هايتك بوردكتس ‏ HPU | تيم كوب هايتك بوردكتس ‏ HPU |
| -------------------------- | -------------------------- | -------------------------- |
| م                          | عداء                       | مرتبة                      |
| 181                        | Emma Boogaard ‏             | لم يكمل السباق             |
| 182                        | Caroline Andersson ‏        | 70                         |
| 183                        | Pernille Feldmann ‏         | لم يكمل السباق             |
| 184                        | Ingvild Gåskjenn ‏          | 52                         |
| 185                        | Josie Nelson ‏              | 102                        |
| 186                        | جيسيكا روبرتس              | لم يكمل السباق             |

| فريق سنويب للسيدات ‏ DSM | فريق سنويب للسيدات ‏ DSM | فريق سنويب للسيدات ‏ DSM |
| ----------------------- | ----------------------- | ----------------------- |
| م                       | عداء                    | مرتبة                   |
| 191                     | لورينا ويبيس            | 3                       |
| 192                     | فرانشيسكا كوش ‏          | 47                      |
| 193                     | Charlotte Kool ‏         | 91                      |
| 194                     | ليان ليبرت              | 29                      |
| 195                     | فلورتجي ماكايج          | 18                      |
| 196                     | فايفر جورجي (طريق)      | 45                      |

| جامبو فيسما للسيدات ‏ TJV | جامبو فيسما للسيدات ‏ TJV | جامبو فيسما للسيدات ‏ TJV |
| ------------------------ | ------------------------ | ------------------------ |
| م                        | عداء                     | مرتبة                    |
| 201                      | آنا هندرسون              | 7                        |
| 202                      | Teuntje Beekhuis ‏        | 57                       |
| 203                      | رومي كاسبر               | 51                       |
| 204                      | أنوسكا كوستر             | 24                       |
| 205                      | Karlijn Swinkels ‏        | 11                       |
| 206                      | Jip van den Bos ‏         | 53                       |

| فالكار سيلانس ‏ VAL | فالكار سيلانس ‏ VAL   | فالكار سيلانس ‏ VAL |
| ------------------ | -------------------- | ------------------ |
| م                  | عداء                 | مرتبة              |
| 211                | كيارا كونسوني        | 16                 |
| 212                | Anastasia Carbonari ‏ | 118                |
| 213                | Eleonora Gasparrini ‏ | 58                 |
| 214                | Karolina Kumięga ‏    | 84                 |
| 215                | Silvia Persico ‏      | 22                 |
| 216                | Ilaria Sanguineti ‏   | 117                |

| يو أي أيه تيم ‏ UAD | يو أي أيه تيم ‏ UAD  | يو أي أيه تيم ‏ UAD |
| ------------------ | ------------------- | ------------------ |
| م                  | عداء                | مرتبة              |
| 221                | مارتا باستيانيلي    | 9                  |
| 222                | صوفيا بيرتيزولو     | 15                 |
| 223                | يوجينة بوجاك (طريق) | 30                 |
| 224                | Alessia Patuelli ‏   | 59                 |
| 225                | Laura Tomasi ‏       | 75                 |
| 226                | Anna Trevisi ‏       | 76                 |

| فريق أونو إكس برو للدراجات للسيدات ‏ UXT | فريق أونو إكس برو للدراجات للسيدات ‏ UXT | فريق أونو إكس برو للدراجات للسيدات ‏ UXT |
| --------------------------------------- | --------------------------------------- | --------------------------------------- |
| م                                       | عداء                                    | مرتبة                                   |
| 231                                     | سوزان أندرسن                            | 50                                      |
| 232                                     | هانا بارنز                              | 63                                      |
| 233                                     | Rebecca Koerner ‏                        | 103                                     |
| 234                                     | Julie Norman Leth ‏                      | 10                                      |
| 235                                     | Mie Bjørndal Ottestad ‏                  | 85                                      |
| 236                                     | Anne Dorthe Ysland ‏                     | 13                                      |

| إس دي وركس ‏ SDW | إس دي وركس ‏ SDW             | إس دي وركس ‏ SDW |
| --------------- | --------------------------- | --------------- |
| م               | عداء                        | مرتبة           |
| 1               | لوت كوبيكي (طريق)           | 27              |
| 2               | Chantal van den Broek-Blaak | 38              |
| 3               | إيلينا سيتشيني              | 42              |
| 4               | Lonneke Uneken ‏             | 115             |
| 5               | مارلين رويسر (طريق)         | 36              |
| 6               | ديمي فوليرينغ               | 2               |

| Lidl–Trek (women's team) ‏ TFS | Lidl–Trek (women's team) ‏ TFS | Lidl–Trek (women's team) ‏ TFS |
| ----------------------------- | ----------------------------- | ----------------------------- |
| م                             | عداء                          | مرتبة                         |
| 11                            | إليسا بالسامو (طريق)          | 4                             |
| 12                            | Audrey Cordon-Ragot           | 65                            |
| 13                            | كلو هوسكينغ                   | 56                            |
| 14                            | Elynor Bäckstedt ‏             | 108                           |
| 15                            | إليسا ونغو بورغيني (طريق)     | 43                            |
| 16                            | Ellen van Dijk (طريق)         | 17                            |

| لوتو بيليسول للسيدات ‏ LSL | لوتو بيليسول للسيدات ‏ LSL | لوتو بيليسول للسيدات ‏ LSL |
| ------------------------- | ------------------------- | ------------------------- |
| م                         | عداء                      | مرتبة                     |
| 21                        | Mijntje Geurts ‏           | 81                        |
| 22                        | Kylie Waterreus ‏          | 80                        |
| 23                        | Katrijn De Clercq ‏        | 48                        |
| 24                        | Mieke Docx ‏               | 82                        |
| 25                        | جوزي ونايت                | 78                        |
| 26                        | Abby-Mae Parkinson ‏       | 89                        |

| كانيون–إس آر إيه إم ‏ CSR | كانيون–إس آر إيه إم ‏ CSR | كانيون–إس آر إيه إم ‏ CSR |
| ------------------------ | ------------------------ | ------------------------ |
| م                        | عداء                     | مرتبة                    |
| 31                       | كاتارزينا نيفيادوما      | 41                       |
| 32                       | Shari Bossuyt ‏           | 28                       |
| 33                       | كلو ديجيرت               | 26                       |
| 34                       | ليزا كلاين               | 97                       |
| 35                       | Alice Barnes             | 33                       |
| 36                       | سارة روي                 | 104                      |

| EF Education–Tibco–SVB ‏ TIB | EF Education–Tibco–SVB ‏ TIB | EF Education–Tibco–SVB ‏ TIB |
| --------------------------- | --------------------------- | --------------------------- |
| م                           | عداء                        | مرتبة                       |
| 41                          | Magdeleine Vallieres ‏       | 35                          |
| 42                          | Letizia Borghesi ‏           | 21                          |
| 43                          | Emma Langley ‏               | لم يكمل السباق              |
| 44                          | Emily Newsom ‏               | 88                          |

| FDJ–Suez ‏ FSF | FDJ–Suez ‏ FSF      | FDJ–Suez ‏ FSF |
| ------------- | ------------------ | ------------- |
| م             | عداء               | مرتبة         |
| 51            | غريس براون         | 32            |
| 52            | Clara Copponi ‏     | 5             |
| 54            | أوجيني دوفال       | 55            |
| 55            | Vittoria Guazzini ‏ | 39            |
| 56            | Maëlle Grossetête ‏ | 67            |

| ليف ريسينغ ‏ LIV | ليف ريسينغ ‏ LIV      | ليف ريسينغ ‏ LIV |
| --------------- | -------------------- | --------------- |
| م               | عداء                 | مرتبة           |
| 61              | Sabrina Stultiens ‏   | 40              |
| 62              | Amber van der Hulst ‏ | 101             |
| 63              | Valerie Demey ‏       | 37              |
| 64              | Jeanne Korevaar ‏     | 23              |
| 65              | Marta Jaskulska ‏     | لم يكمل السباق  |
| 66              | Quinty Ton ‏          | 79              |

| موفيستار للسيدات ‏ MOV | موفيستار للسيدات ‏ MOV  | موفيستار للسيدات ‏ MOV |
| --------------------- | ---------------------- | --------------------- |
| م                     | عداء                   | مرتبة                 |
| 71                    | أنيميك فان فليوتن      | 1                     |
| 72                    | أليسيا غونزاليس بلانكو | 64                    |
| 73                    | باربرا جوارشي          | 95                    |
| 74                    | Emma Norsgaard         | 6                     |
| 75                    | سارا مارتين            | 94                    |
| 76                    | أود بيانيك             | 93                    |

| Liv AlUla Jayco ‏ BEX | Liv AlUla Jayco ‏ BEX | Liv AlUla Jayco ‏ BEX |
| -------------------- | -------------------- | -------------------- |
| م                    | عداء                 | مرتبة                |
| 81                   | نينا كيسلر           | 90                   |
| 82                   | Teniel Campbell ‏     | 77                   |
| 83                   | كريستين فولكنر       | 60                   |
| 84                   | جورجيا بيكر          | 25                   |
| 85                   | Ruby Roseman-Gannon ‏ | 12                   |
| 86                   | أني سانستيبان        | 66                   |

| اركيا للسيدات ‏ ARK | اركيا للسيدات ‏ ARK       | اركيا للسيدات ‏ ARK |
| ------------------ | ------------------------ | ------------------ |
| م                  | عداء                     | مرتبة              |
| 91                 | شارلوت بيكر              | لم يكمل السباق     |
| 92                 | بولين ألين               | 99                 |
| 93                 | Lucie Jounier ‏           | 49                 |
| 94                 | Typhaine Laurance ‏       | 96                 |
| 95                 | Marie-Morgane Le Deunff ‏ | 107                |
| 96                 | Greta Richioud ‏          | 112                |

| بنجوال شوفالمير ‏ BCV | بنجوال شوفالمير ‏ BCV | بنجوال شوفالمير ‏ BCV |
| -------------------- | -------------------- | -------------------- |
| م                    | عداء                 | مرتبة                |
| 101                  | Julie Hendrickx‏      | لم يكمل السباق       |
| 102                  | Minke Bakker‏         | لم يكمل السباق       |
| 103                  | Noa Jansen‏           | لم يكمل السباق       |
| 104                  | Danique Braam ‏       | 69                   |
| 105                  | Naomi de Roeck‏       | لم يكمل السباق       |
| 106                  | Claudia Jongerius‏    | 86                   |

| Ceratizit Pro Cycling ‏ WNT | Ceratizit Pro Cycling ‏ WNT    | Ceratizit Pro Cycling ‏ WNT |
| -------------------------- | ----------------------------- | -------------------------- |
| م                          | عداء                          | مرتبة                      |
| 111                        | ماريا جوليا كونفالونيري       | 8                          |
| 112                        | Marta Lach ‏                   | 83                         |
| 113                        | Lizbeth Salazar ‏ (طريق)       | لم يكمل السباق             |
| 114                        | Kathrin Schweinberger ‏ (طريق) | 114                        |
| 115                        | Lea Lin Teutenberg ‏           | 74                         |
| 116                        | Lara Vieceli ‏                 | 106                        |

| Cofidis Women Team ‏ COF | Cofidis Women Team ‏ COF  | Cofidis Women Team ‏ COF |
| ----------------------- | ------------------------ | ----------------------- |
| م                       | عداء                     | مرتبة                   |
| 121                     | Gabrielle Pilote Fortin ‏ | 72                      |
| 122                     | Victoire Berteau ‏        | 62                      |
| 123                     | Alana Castrique ‏         | لم يكمل السباق          |
| 124                     | فالنتاين فورتين          | 68                      |
| 126                     | Martina Alzini ‏          | 44                      |

| روبل كليننينج ‏ IBC | روبل كليننينج ‏ IBC       | روبل كليننينج ‏ IBC |
| ------------------ | ------------------------ | ------------------ |
| م                  | عداء                     | مرتبة              |
| 131                | Sara Van de Vel ‏         | 113                |
| 132                | Svenja Betz‏              | لم يكمل السباق     |
| 133                | Antonia Gröndahl ‏ (طريق) | لم يكمل السباق     |
| 134                | أليس شارب                | 87                 |
| 135                | Elizabeth Bennett‏        | لم يكمل السباق     |
| 136                | Fien van Eynde ‏          | لم يكمل السباق     |

| دروبز ‏ DRP | دروبز ‏ DRP               | دروبز ‏ DRP |
| ---------- | ------------------------ | ---------- |
| م          | عداء                     | مرتبة      |
| 141        | Jesse Vandenbulcke ‏      | 20         |
| 142        | April Tacey ‏             | 100        |
| 143        | Marjolein van 't Geloof ‏ | 71         |
| 144        | Maike van der Duin ‏      | 46         |
| 145        | إليزابيث هولدن           | 34         |
| 146        | Alice Towers ‏            | 61         |

| أوتوجلاس ويترين ‏ MUL | أوتوجلاس ويترين ‏ MUL | أوتوجلاس ويترين ‏ MUL |
| -------------------- | -------------------- | -------------------- |
| م                    | عداء                 | مرتبة                |
| 151                  | Fien Delbaere ‏       | لم يكمل السباق       |
| 152                  | Sara Maes‏            | لم يكمل السباق       |
| 153                  | Mareille Meijering ‏  | 19                   |
| 154                  | Megan Panton‏         | لم يكمل السباق       |
| 155                  | Céline van Houtum‏    | 109                  |
| 156                  | Bente van Teeseling ‏ | لم يكمل السباق       |

| إن إكس تي جي ريسينغ ‏ AGI | إن إكس تي جي ريسينغ ‏ AGI | إن إكس تي جي ريسينغ ‏ AGI |
| ------------------------ | ------------------------ | ------------------------ |
| م                        | عداء                     | مرتبة                    |
| 161                      | Lone Meertens ‏           | 98                       |
| 162                      | Julia Borgström ‏         | 14                       |
| 163                      | Gaia Masetti ‏            | 92                       |
| 164                      | Mylène de Zoete ‏         | 116                      |
| 165                      | Ilse Pluimers ‏           | 105                      |
| 166                      | Maud Rijnbeek ‏           | 73                       |

| فريق هولندا لركوب الدراجات للسيدات 2022 ‏ NED | فريق هولندا لركوب الدراجات للسيدات 2022 ‏ NED | فريق هولندا لركوب الدراجات للسيدات 2022 ‏ NED |
| -------------------------------------------- | -------------------------------------------- | -------------------------------------------- |
| م                                            | عداء                                         | مرتبة                                        |
| 171                                          | Pien Limpens ‏                                | لم يكمل السباق                               |
| 172                                          | Mischa Bredewold ‏                            | 31                                           |
| 173                                          | Femke Gerritse ‏                              | 54                                           |
| 174                                          | Leonie Bos ‏                                  | لم يكمل السباق                               |
| 175                                          | Rosalie Van der Wolf‏                         | 110                                          |
| 176                                          | NED                                          | 111                                          |

| تيم كوب هايتك بوردكتس ‏ HPU | تيم كوب هايتك بوردكتس ‏ HPU | تيم كوب هايتك بوردكتس ‏ HPU |
| -------------------------- | -------------------------- | -------------------------- |
| م                          | عداء                       | مرتبة                      |
| 181                        | Emma Boogaard ‏             | لم يكمل السباق             |
| 182                        | Caroline Andersson ‏        | 70                         |
| 183                        | Pernille Feldmann ‏         | لم يكمل السباق             |
| 184                        | Ingvild Gåskjenn ‏          | 52                         |
| 185                        | Josie Nelson ‏              | 102                        |
| 186                        | جيسيكا روبرتس              | لم يكمل السباق             |

| فريق سنويب للسيدات ‏ DSM | فريق سنويب للسيدات ‏ DSM | فريق سنويب للسيدات ‏ DSM |
| ----------------------- | ----------------------- | ----------------------- |
| م                       | عداء                    | مرتبة                   |
| 191                     | لورينا ويبيس            | 3                       |
| 192                     | فرانشيسكا كوش ‏          | 47                      |
| 193                     | Charlotte Kool ‏         | 91                      |
| 194                     | ليان ليبرت              | 29                      |
| 195                     | فلورتجي ماكايج          | 18                      |
| 196                     | فايفر جورجي (طريق)      | 45                      |

| جامبو فيسما للسيدات ‏ TJV | جامبو فيسما للسيدات ‏ TJV | جامبو فيسما للسيدات ‏ TJV |
| ------------------------ | ------------------------ | ------------------------ |
| م                        | عداء                     | مرتبة                    |
| 201                      | آنا هندرسون              | 7                        |
| 202                      | Teuntje Beekhuis ‏        | 57                       |
| 203                      | رومي كاسبر               | 51                       |
| 204                      | أنوسكا كوستر             | 24                       |
| 205                      | Karlijn Swinkels ‏        | 11                       |
| 206                      | Jip van den Bos ‏         | 53                       |

| فالكار سيلانس ‏ VAL | فالكار سيلانس ‏ VAL   | فالكار سيلانس ‏ VAL |
| ------------------ | -------------------- | ------------------ |
| م                  | عداء                 | مرتبة              |
| 211                | كيارا كونسوني        | 16                 |
| 212                | Anastasia Carbonari ‏ | 118                |
| 213                | Eleonora Gasparrini ‏ | 58                 |
| 214                | Karolina Kumięga ‏    | 84                 |
| 215                | Silvia Persico ‏      | 22                 |
| 216                | Ilaria Sanguineti ‏   | 117                |

| يو أي أيه تيم ‏ UAD | يو أي أيه تيم ‏ UAD  | يو أي أيه تيم ‏ UAD |
| ------------------ | ------------------- | ------------------ |
| م                  | عداء                | مرتبة              |
| 221                | مارتا باستيانيلي    | 9                  |
| 222                | صوفيا بيرتيزولو     | 15                 |
| 223                | يوجينة بوجاك (طريق) | 30                 |
| 224                | Alessia Patuelli ‏   | 59                 |
| 225                | Laura Tomasi ‏       | 75                 |
| 226                | Anna Trevisi ‏       | 76                 |

| فريق أونو إكس برو للدراجات للسيدات ‏ UXT | فريق أونو إكس برو للدراجات للسيدات ‏ UXT | فريق أونو إكس برو للدراجات للسيدات ‏ UXT |
| --------------------------------------- | --------------------------------------- | --------------------------------------- |
| م                                       | عداء                                    | مرتبة                                   |
| 231                                     | سوزان أندرسن                            | 50                                      |
| 232                                     | هانا بارنز                              | 63                                      |
| 233                                     | Rebecca Koerner ‏                        | 103                                     |
| 234                                     | Julie Norman Leth ‏                      | 10                                      |
| 235                                     | Mie Bjørndal Ottestad ‏                  | 85                                      |
| 236                                     | Anne Dorthe Ysland ‏                     | 13                                      |

## التصنيف العام النهائي
| التصنيف العام         | التصنيف العام           | التصنيف العام   | التصنيف العام                       | التصنيف العام |
| العداء                | العداء                  | البلد           | الفريق                              | الوقت         |
| --------------------- | ----------------------- | --------------- | ----------------------------------- | ------------- |
| 1                     | أنيميك فان فليوتن       | هولندا          | موفيستار للسيدات ‏                   | 3 س 25 د 54 ث |
| 2                     | ديمي فوليرينغ           | هولندا          | إس دي وركس ‏                         | + 0 ث         |
| 3                     | لورينا ويبيس            | هولندا          | فريق سنويب للسيدات ‏                 | + 25 ث        |
| 4                     | إليسا بالسامو           | إيطاليا         | Lidl–Trek (women's team) ‏           | + 25 ث        |
| 5                     | Clara Copponi ‏          | فرنسا           | FDJ–Suez ‏                           | + 25 ث        |
| 6                     | سيسيلي أوتوب لودفيغ     | الدنمارك        | FDJ–Suez ‏                           | + 25 ث        |
| 7                     | آنا هندرسون             | المملكة المتحدة | جامبو فيسما للسيدات ‏                | + 25 ث        |
| 8                     | ماريا جوليا كونفالونيري | إيطاليا         | Ceratizit Pro Cycling ‏              | + 25 ث        |
| 9                     | مارتا باستيانيلي        | إيطاليا         | يو أي أيه تيم ‏                      | + 25 ث        |
| 10                    | Julie Norman Leth ‏      | الدنمارك        | فريق أونو إكس برو للدراجات للسيدات ‏ | + 25 ث        |
| مصدر: ProCyclingStats |                         |                 |                                     |               |

## وصلات خارجية
- الموقع الرسمي
- لمحة عن سباق أوملوب فان هيت هاجيلاند للسيدات 2022 على موقع  ProCyclingStats   (برو  سايكلنج  ستاتس) - إحصاءات  محترفي  الدراجات.
- أوملوب فان هيت هاجيلاند للسيدات 2022 على موقع إحصائيات الدراجات الإحترافية (الإنجليزية)